# 中國通用航空2755號班機空難
中國通用航空7225號班機空難（又名7·31空难、南京7·31空难、南京92空难或大校场空难）是指1992年7月31日，一架由中國通用航空执飞，从南京大校場機場飛往廈門高崎國際機場的、机型为雅克-42Y、编号为B-2755的航班在起飛時墜毀，机上126人中有107或108人罹難的事件。

## 經過
北京时间1992年7月31日15時05分，載著116名乘客和10名機組人員的中國通用航空GP7552在跑道滑行。約1分鐘后，這架雅克42開始抬轮，機頭突然向上抬高。幾秒鐘後，飛機失速，并重重墜落在跑道上，左起落架折斷。隨後機組人員嘗試打開反推讓飛機停下。但沒有任何成效。飛機滑出跑道，衝過草坪，撞上2米高的護場圩堤，隨即爆炸起火。
截至当日18时，93人的遗体被找到，3人送达急诊室前死亡。截止8月2日，据中国官方媒体报道又有10人经抢救无效死亡，死者达106人，11人尚未脱离危险。
由于当年消息欠公开，现场处理较为混乱，之后的情况以及最终的遇难人数未有官方正式公布。现在的媒体报道为106、107、108、109 人最终遇难的都有，其中中国媒体多称107人遇难，国际组织多认为108人遇难，国际非盈利组织航空安全网指有108人遇难，包括116名乘客中的100人和10名机组中的8人。国内报道为19人获救。

## 调查
空难发生后，事故调查组现场勘察发现：机场跑道末端主轮痕迹清晰，冲出跑道之后，在草地上滑跑时留下两个主轮和前轮的痕迹，但无刹车痕迹，飞机驾驶舱内应急刹车手柄未拉起，全动式水平尾翼的角度未达规定角度。据机场空军警卫战士反映，飞机滑跑至跑道中间时曾有2次抬前轮现象。
尽管没有呈模样的最终报告，调查小组通报了最终结果。导致“7·31”空难的直接原因，是该机机组人员未把飞机全动式水平尾翼调整到与飞机重心相适应的角度起飞，忘记把飞机的升降舵角度从正0.2度调整到负10.3度，致使该机始终未能离开地面。根本原因是机组人员未严格按照该机型《飞行操作指南》进行操作。本次事故属机组违章操作造成的重大事故。

## 后续
这起空难是中国民航史上最严重的事故之一，也为未来中国通用航空被收购埋下了伏笔。
1997年南京禄口国际机场启用后，南京的民航业务转移至禄口机场，南京大校场机场重新成为军用机场，并于2015年7月30日（即事发23年後）正式关闭。
许多幸存者被收在南京市第一医院进行治疗。院内也立起了此次事故的纪念碑，并命名为“使命墙”。在治疗期间，许多伤者与医疗人员结下了浓厚的感情。2004年，7名幸存者回到了南京市第一医院，探访了12年前为他们救死扶伤的医护人员。

## 類似事故
- 泰國國際航空311號班機空難：泰國國際航空于同一天发生空难，99名乘客、14名机组人员共113人全部遇难。
- 達美航空1141號班機空難：1988年8月31日，一架自達拉斯的機場準備飛往鹽湖城的達美航空波音727客機，同樣在起飛前因沒有展開襟翼，在起飛後不久即失速墜毀，造成14人死亡。
- 西北航空255號班機空難
- 西班牙航空5022號班機空難
- 2011年雅罗斯拉夫尔空难
- 法恩航空101號班機空難（英语：Fine Air Flight 101）1997年8月7日，法恩航空101號貨機自邁阿密準備飛往圣多明各亞美利加機場，由於裝卸主管擅自變更承運貨物的裝載位置，而未告知機組飛機重心配平需重新計算，機組按原載貨計劃的數據設定水平安定面，起飛后即因機尾過重而攻角達50°失速墜毀，造成機組4人全員死亡，地面1人死亡。